# Krypgrund
En krypgrund är en typ av grundläggning för hus som bygger på att en ventilerad eller oventilerad luftficka skapas mellan markytan och bjälklaget. Luftfickan isolerar huset från markens kyla. Krypgrund kallas ibland felaktigt för torpargrund, vilket är den äldre benämningen på konceptet med luftficka mellan husgrund och markyta.
Hus med krypgrund som saknar erforderligt fuktskydd kan råka ut för fuktrelaterade problem varför en oskyddad uteluftsventilerad krypgrund idag anses som en riskkonstruktion. En grund ska stå emot tjälhävning och marksättningar, bära upp lasten av byggnaden, samt vara värmeisolerande och radonsäker. Det är viktigt att grunden utförs med omsorg för att vara fuktsäker, och att man tänker på detta redan vid en fuktsäkerhetsprojektering av den framtida grunden.

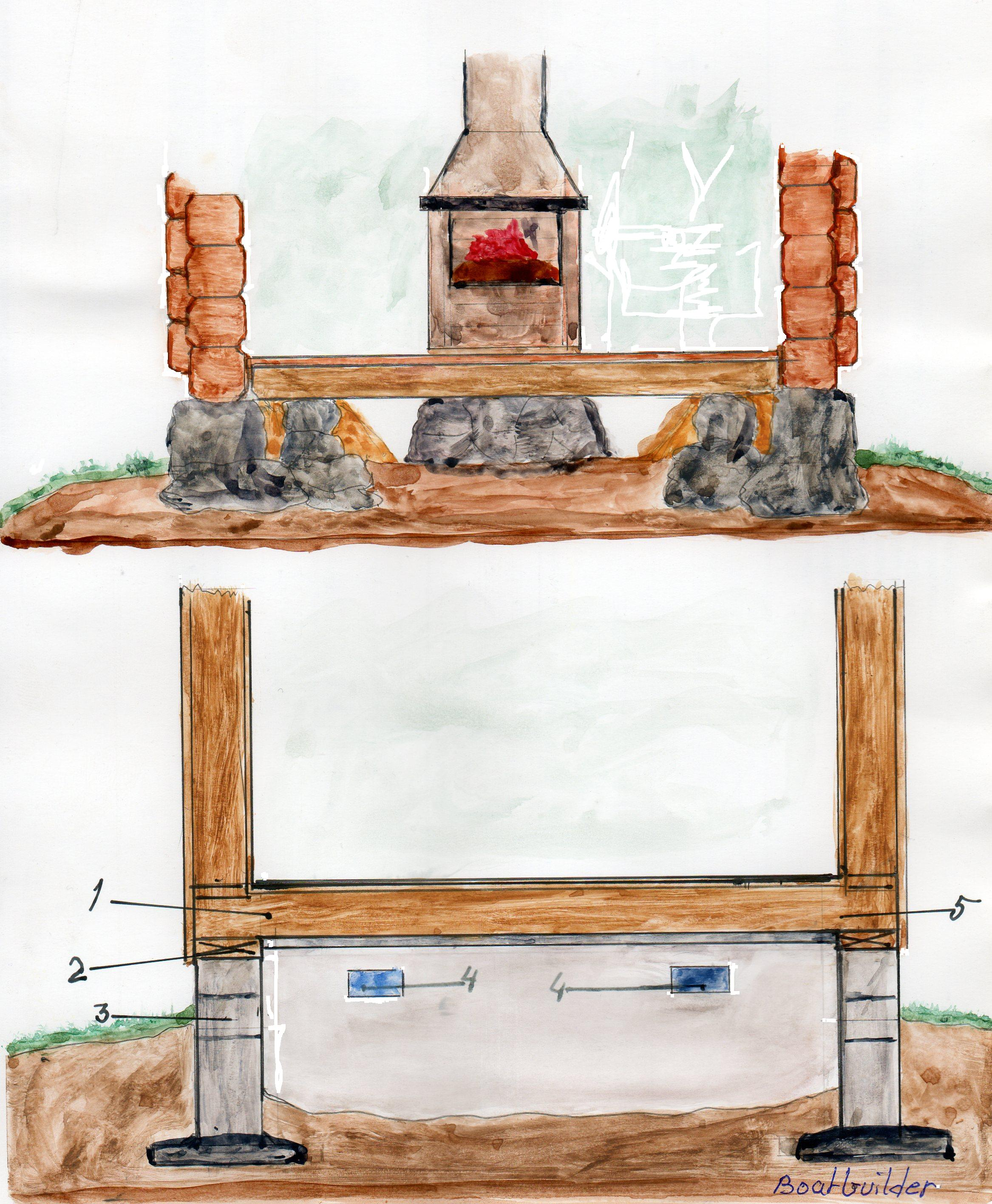
Övre bild torpargrund. Nedre bild. 1 äldre uteluftsventilerad krypgrund. 2 Syll. 3 Grundmur. 4 ventiler för ventilation. 5 Bjälklag

## Historia
Krypgrundens ursprung är den traditionella torpargrunden som var en enkel grundläggning bestående av en grundmur av natursten och en stenkonstruktion för att ta upp lasten av murstocken med tillhörande spis eller eldstad. Bjälklaget kunde vara isolerat med sågspån, kutterspån, torr mossa, sand, gamla tidningar. Grundbotten liksom grundmuren isolerades ofta med torv eller liknande material. Näver tjänade som fuktspärr mellan syllar och grundmur eller grundsten.
Man hade ofta avpassade träklossar eller luckor till kattgluggarna så att man under årstidsväxlingarna kunde reglera grundventilationen. Kattgluggarna stängdes i början av augusti och öppnades innan sommaren, i huvudsak för att höja värmen i golvet men det hade också en fördel ur fuktsynpunkt eftersom sensommarens och höstens fuktiga luft inte kom in i grunden i samma utsträckning. Vintertid skottades ofta snö upp mot grundmuren för att hjälpa till att hålla kylan på avstånd. Hela grunden var även av den anledningen varmare då den fuktiga sensommartiden kom. 
På en del ställen i landet byggdes torpargrunderna med dubbel grundläggning. Det gjordes så att byggnadens väggar stod på yttermuren men själva bjälklaget lades på en inre mur, innanför den egentliga grundmuren. Bjälklaget låg fritt från syllen, och det var möjligt av byte av bjälklaget på ett enklare sätt.
Ur fuktteknisk synvinkel är skillnaden stor mellan en traditionell torpargrund och en uteluftsventilerad krypgrund, som man ibland felaktig kallar torpargrund. Förr eldades spisen med ved som spred en värme ned i grunden via skorstenens och vedspisens eller annan eldstads stenupplag. Det gjorde att det blev något varmare i grunden. Dessutom var bjälklagets isoleringsförmåga tämligen begränsad och grundbotten blev till viss del isolerad vilket även det hjälpte till att höja temperaturen i grunden. Den högre temperaturen ger en lägre relativ luftfuktighet vilket gör det torrare i grunden, luftomsättningen var också relativt begränsad.
Under 1920- och 1930-talet började granitblock för grundläggning ersättas av betonghålsten eller gjutna kantbalkar av betong. Senare under 1950-talet kom de att även att uppföras av ytongblock som murades på en gjuten sockel till önskad höjd; dessa försågs med puts på utsidan. Under 1960-talet började grunder muras av lecablock som även de lades på en gjuten sockel och putsades på utsidan. På 1970-talet tillkom även betongbalken att bli en av metoderna för byggandet av krypgrundens mur.

## Jämförelse med andra typer av grundläggning
Här kan man jämföra med platta på mark eller källare som även de tidigare har haft problem med fuktskador.
- Krypgrunden har historiskt haft en betydande nackdel eftersom den är värmetrög, vilket medfört risk för kondens under sommaren med förhöjd fuktighet i krypgrunden som kan medföra skador på träbjälklag och syll. I mer moderna konstruktioner är denna risk mindre genom att grunden förblir torr.
- Möjligheten att korrigera sättningsskador; huset reses med domkraft underifrån och kilas och justeras till rätt höjd.
- Vattenskador ger som regel mindre omfattande skador eftersom de blir mer lokala till sin natur, vattnet rinner ned i krypgrunden och ut i grundbotten som är dränerad, istället för ut över större utrymmen. Det är också enklare att torka ur vattenskador eftersom bjälklaget är åtkomligt underifrån i de fall man kan komma in under. Läckage kan vara svåra att upptäcka under golv eller bakom tätskikt. Dessa kan få förödande skador med till exempel hussvamp eller röta som följd.

- Möjligheten att ändra i fasta installationer är goda. Det är till exempel möjligt att enkelt flytta en toalett eller annat våtutrymme vid ombyggnad eller renovering.
- Golvvärmekomforten i ett träbjälklag är god[3] vilket gör att golven upplevs varma vid lägre temperaturer än vid hårdare, mer termiskt ledande underlag som betong. Jämfört med traditionella byggmetoder för platta-på-mark med golvvärme förbrukar krypgrund med träbjälklag 25 procent mindre energi per år vid samma upplevda termiska komfort[4] Även med högisolerade platta-på-markkonstruktioner är krypgrunden med träbjälklag cirka 10 procent mer energieffektiv.
- Krypgrunden kan läggas på berg utan att det behöver sprängas.
- Krypgrunden är den från markradonsynpunkt bästa [5] grundläggningstypen av de vanligen förekommande (jämfört med platta-på-mark och källare). Krypgrundens radonfördel gäller inte krypgrunder utrustade med mekanisk avfuktare, eftersom ventilationen då stängts till och inte heller oventilerade varianter på varmgrund.

## Fuktkällor
- Sommarkondens, vilket anses som den största fuktkällan vid en ventilerad krypgrund som inte är isolerad eller har en avfuktare installerad.

- Byggfukt är fukt som har tillkommit under byggnadens uppförande, till exempel från byggnadsmaterial eller från nederbörd vid stommresningen om materialet inte har varit tillfredsställande täckt. Dessutom innehåller en stor del av de produkter som används för till exempel målning och plattsättning vatten.

- Grundvattennivån kan bli så hög att vatten kan komma upp i dagen.

- Ytvatten kan under vissa omständigheter tränga in i grunden om grundbotten ligger lägre än marken på grundens utsida eller att dräneringen är felaktig eller otillräcklig. Det kan finnas berg under grunden eller att grundens kantbalk är gjuten direkt på berg. Ytvatten kan tränga in och bilda vattensamlingar i gropar i berget eller mot någon av grundens murar.

- Markfukten är kapillärt kopplad till grundvattnet. Det är olika kapillaritet för olika material, lera har cirka 8–10 meter i jämförelse med grov sand 0,6–2 millimeter kornstorlek som har en kapillaritet med 0,03–0,15. Förr gavs ofta ett felaktigt råd om att ångspärren inte skulle täcka hela ytan. Detta har lett till fuktproblem i många krypgrunder.

- Skador från läckande VVS-installationer ovan golv eller i bjälklaget, eller från sådana installationer i själva krypgrunden.

### Sommarkondens
Tiden efter midsommar och en tid in på hösten är lufttemperaturen som högst samtidigt som det är mycket fukt i luften (varm luft kan bära mycket vatten). Kvällstid, då temperaturen sjunker, kan det märkas som dagg. I krypgrunden är det hela tiden relativt kallt. Krypgrunden kan jämföras med en fuktig kall bergskreva i naturen eller jordkällare. Temperaturen i grunden kan sommartid vara mellan 8 och 15 grader C. Om man tar en flaska ur kylskåpet (8°C) så blir den fuktig i sommarluften. Den varma fuktiga luften som kommer in genom grundens ventilation kondenseras när temperaturen på luften sjunker. Man kan ibland se kondensdroppar på blindbotten samt fuktfläckar och fuktskador på bjälklagets undersida som beror på luft som har kondenserat. Många gånger är det mer fuktigt i närheten av ventilationsöppningarna. Fuktpåkänningen av sommarkondens är årstidsberoende och återkommer varje år. Man kan kontrollera luftfuktigheten i krypgrunden genom att placera en hygrometer där eller mäta med fuktkvotsmätare. Nyare hus är som regel välisolerade och tar ofta stor plats på marken och är därigenom kallare i krypgrunden. Att öka ventilationen från krypgrundens utsida genom att göra fler ventiler eller att sätta in en sugande fläkt kan göra att man får mer problem med sommarkondens. Särskild uppmärksamhet bör iakttagas så att högsta tillåtna fukttillstånd inte överskrids i uteluftsventilerade krypgrunder för att undvika skador. Skapa ett mindre övertryck i grunden via varmare aktiv ventilation inifrån huset sensommar, höst och blöta vintrar så länge som huset innehåller mindre fuktighet än grunden.

## Mikroorganismer
För hög fuktighet kan leda till att mikroorganismer börjar växa till i krypgrundens organiska materiel och även sprida sig till där människor vistas.
- Mikrobiell påväxt som kan ge olägenhetsproblem.[7]
- Mikrobiell påväxt kan ge problem med hållfasthet i virke och andra träbaserade material.

## Inomhusmiljön påverkas
Det är högre lufttryck i grunden än inomhus vid golvnivå. Det gör att de lukter och luftburna partiklar som skapas på biologiskt nedbrytbart material i en fuktig grund lätt kan komma upp i vistelsezonen och kan där orsaka lukt och ohälsoproblem. Virke som träskyddsbehandlats med klorfenol kan avge lukter som i mycket små mängder kan orsaka luktbesvär. En byggnad är som regel inte så tät att luft inte strömmar upp genom till exempel spikhål, revor och kabelgenomföringar genom luftspärren.  Det kan räcka med mycket små mängder mykotoxiner eller mögelsporer för att en person med förhöjd känslighet skall få besvär. Observera att det inte behöver dofta för att nivåerna skall vara hälsovådliga. Lukt kommer efter en tid att sätta sig i porösa material. Byggnadsmaterial, som isolering och tapeter blir doftsmittat och kan liksom kläder få en osund lukt som sitter kvar.

## Lukter
Efter åtgärd av krypgrunden kan elakartade lukter dröja kvar i byggnaden om man haft problem med det. Det kan komma av att material i bjälklag är doftsmittat eller det kan sitta i möbler, på väggar och i tak. Det kan gå att komma tillrätta med genom att fogga eller ozonbehandla. Ozonbehandling sliter på alla ytor. Man kan måla om, tvätta kläder, etc. Efter en längre tid avklingar lukterna. Det finns idag luftrenare som sanerar lukt och mögel genom en fotokatalytisk process. Dessa luftrenare renar primärt genom ultraviolett ljus (UVC), samt sekundärt genom hydroxylradikaler, negativa joner samt en mycket liten mängd ozon. Fotokatalytiska luftrenare sliter inte på ytor som rena ozonaggregat gör.

## Exempel på åtgärder
Att åtgärda en krypgrund som påvisar för hög fuktighet är relativt enkelt om man använder de etablerade metoderna avfuktning eller en ombyggnad till varmgrund med isolering. Sveriges Tekniska Forskningsinstitut, SP, rekommenderar  olika åtgärder i befintliga krypgrunder och anger de idag vanligast förekommande åtgärderna: ångspärr mot marken och isolering av grundbotten i kombination med termisk avfuktning eller mekanisk avfuktning. Är grunden redan mögelskadad behöver den saneras och det kan bli mer komplicerat. En metod som alltid fungerar väl är att byta ut skadat material. Möglet kan också dödas med till exempel tvättas med diskmedel, fotokatalytisk rening eller foggning men det är inte säkert att alla mykotoxiner (mögelgifter) försvinner. 
Inomhusmiljön kommer dock att bli markant bättre. Isolering av grundbotten och kantbalkar är alltid gynnsamt eftersom det minskar värmetrögheten och med en tätt isolering förhindrar fukt underifrån. Isolering mot grundbotten får inte mer än marginellt påverka tjäldjupet. Vid nybyggnation anpassas grundläggningsdjupet så att mer isolering kan läggas. På ler- och siltmark bör man vara mycket försiktig med att isolera grundbotten i efterhand.

### Byggskräp
En av de viktigaste åtgärderna är att avlägsna allt organiskt material det kan vara sådant som sågspån, jord, byggskräp etc. Om biologiska materielrester i grunden angrips mikrobiellt kan grunden till slut komma att lukta och stor risk finns att luft från grunden kommer upp i vistelsezonen om det inte har inträffat.

### Tillför värme
Genom att tillföra värme sänks den relativa fuktigheten i grunden. Det finns framförallt två metoder som etablerats på senare år. Antingen tillförs värme med styrning så att så lite värme som möjligt används med hänsyn till skaderisken (termisk avfuktning) eller så tillförs så mycket värme som möjligt från en gratis värmekälla, vanligen solenergi. Forskning vid flera tekniska högskolor såväl i Sverige som i Finland har visat att de bägge metoderna är mycket energieffektiva samt förebygger problem med mögel och röta väl. Dessutom sänks värmeförbrukningen i huset eftersom grunden blir varmare. Man bör inte föra ned varm inneluft från ovanifrån liggande utrymme eftersom den varma luften kan innehålla mycket fukt. Utan fuktprojektering finns en stor risk för framtida fuktskador.

### Isolera bjälklaget
Isolera bjälklaget på undersidan med ett ånggenomsläppligt material som ej kan angripas mikrobiellt . Kan göras preventivt om inga skador tidigare har uppstått samt om grunden för övrigt är mycket ren från biologiskt material. Om isolering görs med ett ångtätt material måste isolertjockleken vara tjock i förhållande till annan isolering i bjälklaget, för att inte en ångspärr skall uppstå på den kalla sidan (där det då finns risk för kondensation).

### Ventilerad zon
Ett tätt kontinuerligt isoleringsskikt till exempel av cellplast som ansluter mot grundmur och syll med en spalt mot trossbotten. Spalten hålls i undertryck liknande som för varmgrund och skapar en klimatzon där bjälklaget är skyddat och med det även en undertryckzon som hindrar eventuella lukter att kunna komma upp i vistelsezonen. Kan användas för byggnader som redan har problem utan att doftsmittat material behöver rivas då metoden kan torka ut fukt och upprätthålla undertryck oberoende av övriga förutsättningar i grundläggningen. Metoden skyddar inte själva krypgrunden, utan vistelseytorna ovanför.

### Avfukta
Ett avfuktningsaggregat kopplat till grundens ventilation kan minska fukten. Detta kan vara aktuellt om grunden är så utformad att det är svårt att genomföra andra åtgärder såsom markisolering. Avfuktning används också som tillfällig åtgärd. Det är viktigt att grunden är tät så att avfuktningsaggregatet inte behöver torka onödigt mycket luft. Avfuktningsaggregatet kopplas som regel så att man uppnår något lägre tryck i grunden vilket minskar flödet av skadliga partiklar upp i vistelseytorna.  Denna metod kan vara den enda möjliga att använda om kryputrymmet är så begränsat att det inte går att komma fram för andra åtgärder.

### Ombyggnad till platta på mark
Vid ombyggnader i hus med krypgrund där man har fått så omfattande skador i träbjälklaget att det måste ersättas kan krypgrunden fyllas upp med isolering varpå en betongplatta gjuts. Den gamla grundbotten saneras och ersätts med makadam samt utrustning för avledande av radon läggs under isolering. Alla installationer för golvvärme med mera läggs i eller under betongplattan. Grunden får utvändigt en ny dränering samt tjälisolering i tillräcklig omfattning samt att angränsande markytor läggs med lutning från grunden för att leda bort smält och regnvatten. Efter betongens uttorkning reses eventuellt nya innerväggar på önskad plats och huset färdigställs.

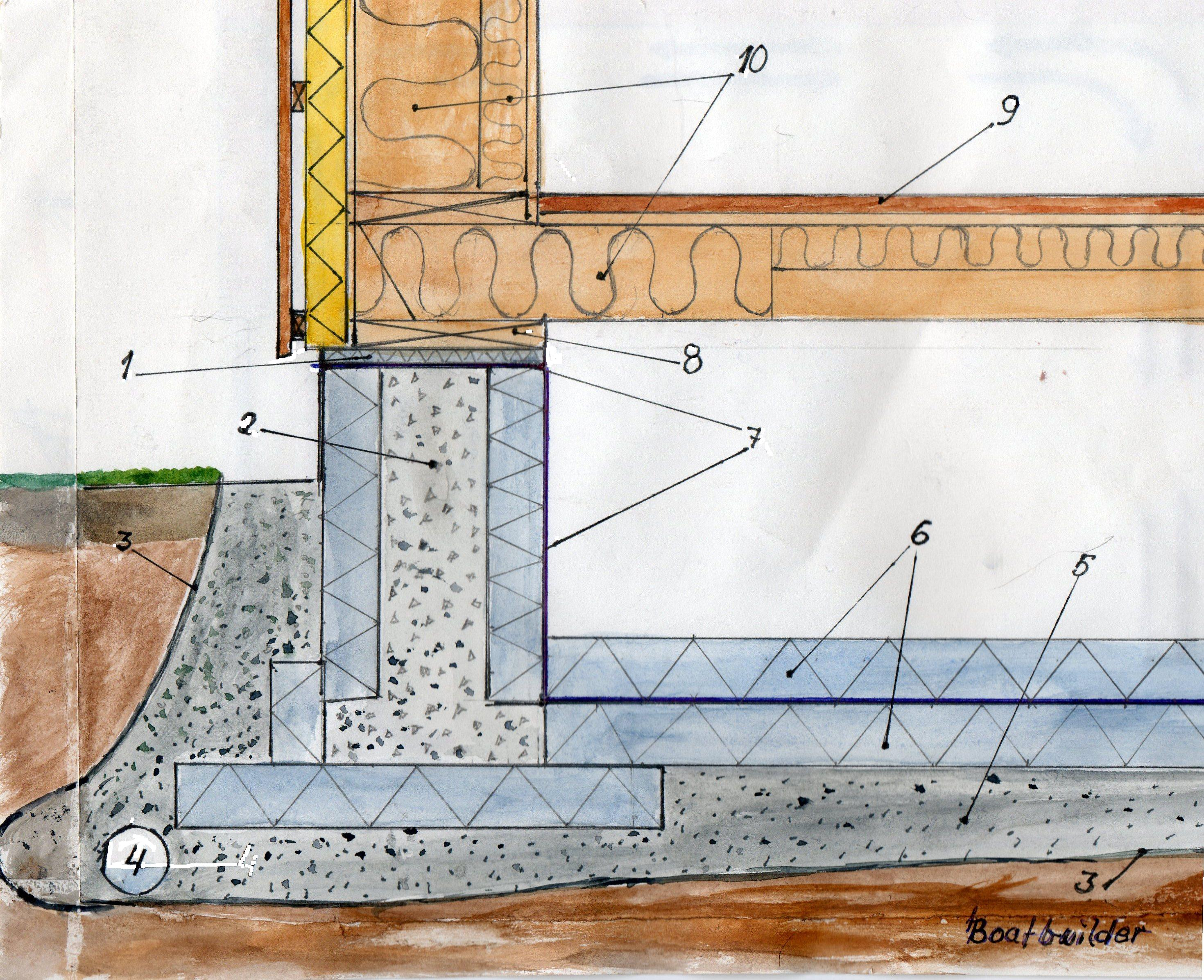
Skiss undertrycksventilerad varmgrund. 1 Sylltätning (cellplast).2 Armerad betong. 3 Fiberduk. 4 Dräneringsrör. 5 Makadam. 6 Cellplast 200mm. 7 Lufttät plastfolie. 8 Syll. 9 Golv. 10 Isolering.

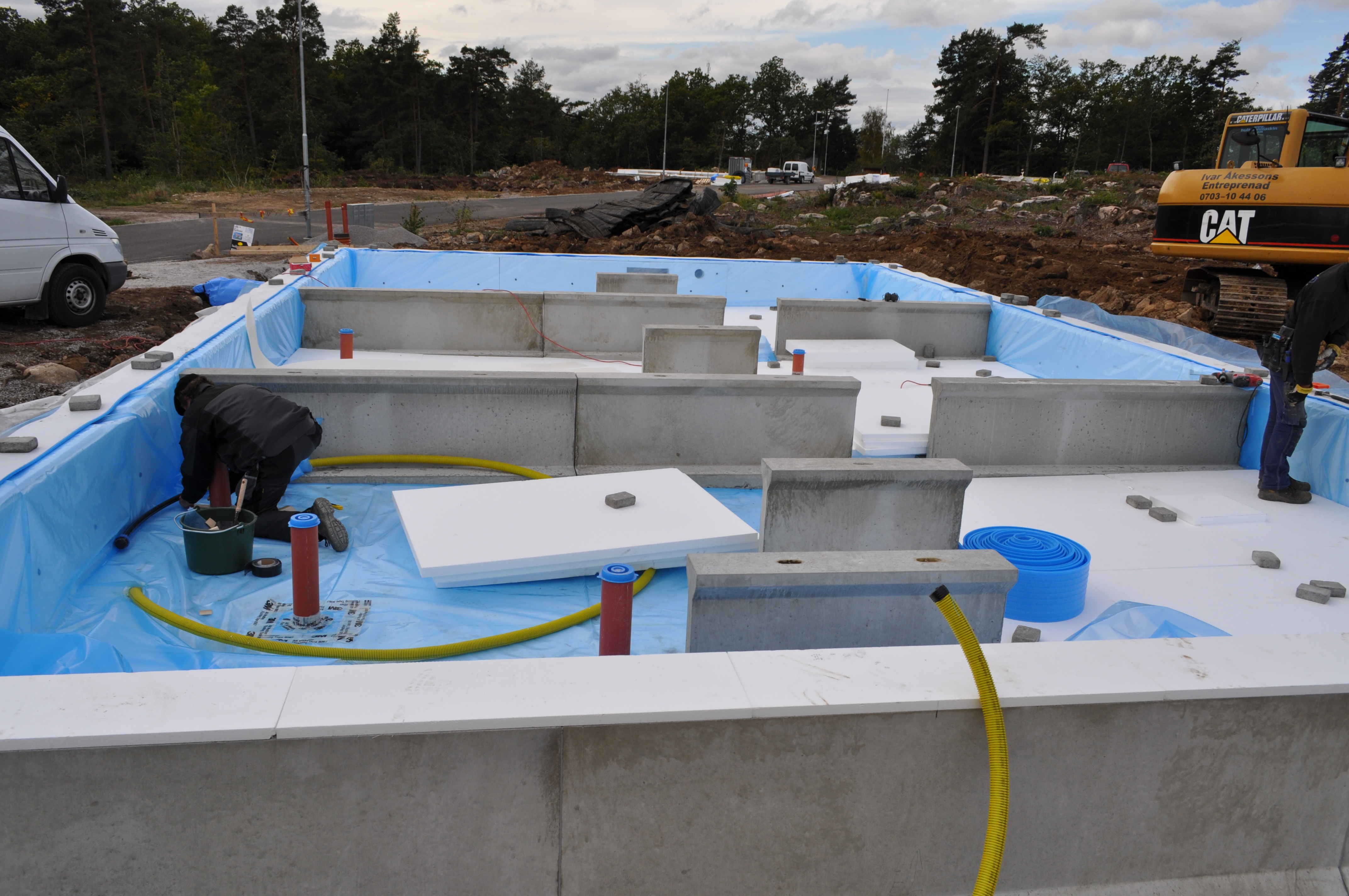
Modern krypgrund under uppförande utan ventilation i grundmur

### Ombyggnad till varmgrund
Att skapa en varmgrund  kan göras genom att riva ur allt skadat och doftsmittat material samt genom att ta bort ett gott stycke av markmaterialet. Återställ med nytt friskt materal samt återfylla marken med isolerande material som lecakulor eller behandlade frigolitkulor. Frigolitkulor kan under gynnsamma omständigheter blåsas in med en fläkt (Som är egentligen avsedd för att blåsa upp vindsisolering). Undertrycksventilation utförs med en sugande fläkt till grunden och skapa tilluft från inomhus så att varm luft fås att cirkulera i grunden innan den blåses ut, helst över tak för att eventuella lukter ej skall skapa besvär. Det är viktigt att få det så tätt att ett undertryck inomhus kan upprätthållas. Det kan vara svårt av flera anledningar i äldre grunder. Dels finns av nödvändighet markdränering och om den är intakt så kommer luft att läcka in i grunden genom den. Vid nybyggnadsskedet är en undertryckventilerad varmgrund enkel att projektera och utförd till en lufttät grund och är inte i behov av någon avfuktning. En lufttät undertrycksventilerad grund är en lämplig och fuktsäker lösning vid nyprojektering enligt följande referenser med flera.

## Den moderna krypgrunden
En grund ska tjäna byggnaden och uppfylla flera viktiga kriterier under lång tid, ett av de mest uppmärksammade problemet är fukt och dess olika följder med mögel och röta i biologiskt material som växer med åren. Enligt Boverkets regler, Citat kryputrymmen ska kunna inspekteras i sin helhet, en grundkonstruktion bör utformas med ett kapillärbrytande system. Särskild uppmärksamhet bör iakttagas så att högsta tillåtna fukttilstånd inte överskrids i uteluftsventilerade krypgrunder
En krypgrunds grundbotten anläggs med ett tillräckligt djup eller direkt på väl rengjort berg, i de fall det går att erhålla en plan grundbotten utan fåror i berget för kommande vattensamlingar, fåror fylls med betong och avjämnas. Fyllningen består av krossad tvättad makadam som ett kapillärbrytande skikt och i de fall, tillräckligt med markisolering för att förhindra tjälhävning samt eventuell utrustning mot radongas. En dränering anordnas i rätt höjd innesluten av en geotextil med fall läggs. Den packade grundbotten har ett fall mot centrum av grundbotten, (fallet är till för eventuella framtida vattenläckage eller regn under färdigställandet av grunden kan rinna mot grundens centrum för att kunna ledas vidare till dräneringen på utsidan av grunden). 
På krypgrundens grundbotten läggs en geotextil varefter grundmurar anordnas, till exempel prefererade betongelement, gjutna eller murade konstruktioner. Grundbotten beläggs med en plastfolie som beläggs med isolering, oftast bestående cellplast med flera för ändamålet godkända typer. 
- En oventilerad krypgrund isoleras mot grundbotten och utanför grundmur med dränerande isolering.
- En annan lösning är permanent installation av termisk avfuktare, ofta tillsammans med grundbottenisolering, i en uteluftsventilerad krypgrund kan även grundmuren isoleras ofta men det är olämpligt i en uteluftsventilerad krypgrund utan samtidig isolering av grundbotten eftersom grundens värmetröghet då ökar. Plastfolien som täcker grundbotten kan med fördel gå upp och avslutas på utkant av grundmur för att hindra avdunstning från grundmuren.[16][17][18]
- En annan lösning är installation av mekanisk avfuktare, ofta i kombination med grundbottenisolering.
- En annan fuktsäker lösning [19] är undertrycksventilerad lufttät krypgrund med omfattande isolering mot grundbotten och grundmur (minst 300 mm) och en minimal isolering i golvbjälklaget, den här grundkonstruktionen är en P-märkt konstruktion.

En isolerad grund utan uteluftsventiler ventileras mekaniskt till ett undertryck med frånluftsfläkt där tilluften tas inifrån boytan, för att ventileras till en värmeväxlare.